# Lenovo
Lenovo Group Limited (联想S, LiánxiǎngP), fondata come Legend Group Limited e New Technology Developer Incorporated, è una multinazionale cinese con sedi a Pechino, in Cina, e a Morrisville, negli Stati Uniti. Progetta, sviluppa, produce e vende personal computer, tablet, telefoni cellulari, stazioni di lavoro, server, dispositivi di archiviazione elettronici, software di gestione IT e televisori intelligenti.

## Storia
Fondata nel 1984 a Pechino, nel 2005 ha acquisito la divisione PC di IBM. Nonostante producesse già telefoni cellulari (venduti principalmente in Cina ed in Russia), nel 2012 è entrata nel mercato globale dei telefoni cellulari e ha acquisito la CCE, principale venditore di computer in Brasile per una somma di 147 milioni di dollari. Nel 2014 ha acquisito per 3 miliardi da Google il produttore di telefoni cellulari Motorola Mobility.
Dal 2013 al 2015 è stato il più grande fornitore di personal computer del mondo per vendite, settimo per quanto riguarda gli smartphone. Da giugno 2013 Lenovo ha superato HP, divenendo il primo produttore al mondo. Commercializza le linee di notebook ThinkPad, ThinkBook, IdeaPad, Yoga e Legion e le linee di desktop ThinkCentre, IdeaCentre, Legion e ThinkStation.

## Attività
Lenovo opera in più di 60 paesi e vende i suoi prodotti in circa 160 paesi. Le principali strutture sono a Pechino e Morrisville, con centri di ricerca a Pechino, Shanghai, Shenzhen, Xiamen, Chengdu, Nanjing e Wuhan in Cina, Yamato nella prefettura di Kanagawa, in Giappone, e Morrisville negli Stati Uniti. Gestisce una joint venture con EMC chiamata LenovoEMC che vende soluzioni di archiviazione collegate alla rete. Ha anche una joint venture con NEC, Lenovo NEC Holdings, che produce personal computer per il mercato giapponese.
È quotata alla Borsa di Hong Kong e fa parte dell'indice delle società affiliate alla Cina Hang Seng, spesso denominata "Red Chips". Il nome Lenovo, adottato nel 2003, viene dalla iniziale "Le" di Legend e "novo" dall'aggettivo latino novus.

## Prodotti
- Computer All in One, portatili (Yoga e IdeaPad) e desktop
- Portatili ThinkPad
- Tablet
- Workstation e soluzioni server (ThinkSystem e IBM System x), memoria e reti
- Schermi LCD e CRT
- Computer per videogiochi Lenovo Legion
- Cellulari Motorola
- Palmari
- Star Wars™: Jedi Challenges | Visore AR Lenovo Mirage
- Visori Realtà Virtuale (VR)
- Visori di Realtà Mista (Lenovo Explorer)

## Controversie

### Superfish
Nel febbraio 2015, Lenovo è stato soggetto a controversia per aver integrato Superfish, un programma identificato come un adware, sui portatili dell'azienda. Superfish era una estensione per navigatori in Rete che iniettava annunci pubblicitari nei risultati dei motori di ricerca. Per intercettare le comunicazioni criptate con HTTPS, l'estensione installava anche un certificato auto-firmato. Quando la chiave privata di Superfish è stata compromessa, è stato scoperto che la stessa chiave privata era utilizzata su tutte le installazioni dell'estensione. Questo ha lasciato tutti gli utenti vulnerabili. Un utente malintenzionato poteva intercettare il contenuto di tutte le pagine HTTPS visitate da un calcolatore Lenovo che aveva Superfish installato. Lenovo ha ottenuto tra 200'000 $ e 250'000 $ attraverso l'accordo con Superfish.

### Lenovo Service Engine
Da ottobre 2014 a giugno 2015, il componente logico permanente UEFI di alcuni modelli Lenovo hanno contenuto il programma "Lenovo Service Engine (LSE)". Secondo la società cinese, il programma invia automaticamente delle informazioni sistema non identificabili la prima volta che il computer si connette alla Rete. Installa anche automaticamente il programma "Lenovo OneKey Optimizer" sui dispositivi portatili, considerato come un bloatware. Questo processo viene eseguito anche su una nuova installazione di Windows. Il programma è stato installato automaticamente utilizzando una nuova caratteristica di Windows 8, Windows Platform Binary Table (WPBT), che permette di memorizzare dei file eseguibili in fase di avvio nel firmware UEFI. Il programma non è stato più installato dopo la scoperta di alcune vulnerabilità nell'applicativo, e perché non rispondeva più alle nuove linee guida WPBT.

### Lenovo Accelerator
Nel giugno 2016, un rapporto di Duo Labs dichiara che Lenovo continua a installare bloatware, alcuni con buchi di sicurezza che appaiono quando il computer si avvia. Lenovo ha consigliato ai suoi utenti di rimuovere il programma "Lenovo Accelerator". Secondo il produttore, il programma, concepito per "accelerare il caricamento" delle applicazioni Lenovo, ha creato una vulnerabilità del tipo man in the middle.

### Dolby Audio X2 Engine
Lenovo ha preinstallato "Dolby Audio X2 Engine" su alcuni calcolatori portatili. Ha avuto come conseguenza di creare una vulnerabilità di privilege escalation sotto Windows a causa di autorizzazioni di file non securizzati e inutili. Lenovo ha valutato la gravità di questa vulnerabilità a "elevata".